# Ferrikaersutita
La ferrikaersutita és un mineral de la classe dels silicats que pertany al grup del nom arrel kaersutita.

## Característiques
La ferrikaersutita és un inosilicat de fórmula química NaCa₂(Mg₃Fe3+Ti)(Si₆Al₂O22)O₂. Cristal·litza en el sistema monoclínic. Va ser descrita originalment l'any 2011, però tan sols dos anys després va passar a anomenar-se oxomagnesiohastingsita. L'actual ferrikaersutita va ser aprovada com a espècie vàlida per l'Associació Mineralògica Internacional l'any 2014 i publicada per primera vegada el 2016.
L'exemplar que va servir per a determinar l'espècie, el que es coneix com a material tipus, es troba conservat a les col·leccions del Museu d'Història Natural de la Universitat de Pisa (Itàlia), amb el número de catàleg: 19689.

## Formació i jaciments
Va ser descoberta a Harrow Peaks, a l'anomenada Terra de Victòria, a l'Antàrtida. També ha estat descrita en diversos indrets del Canadà, Groenlàndia i Portugal.